# Szálalásos erdőgazdálkodás

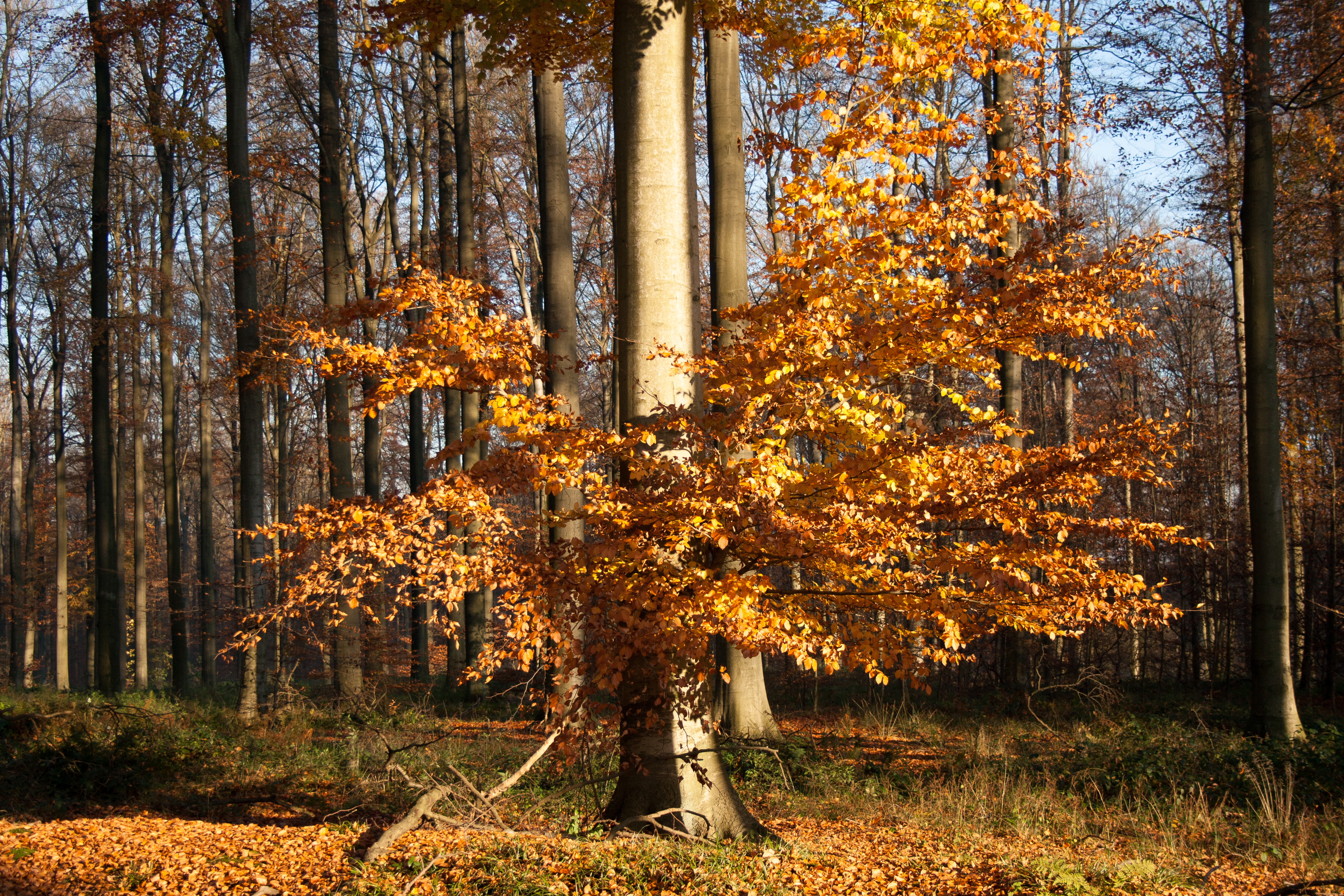
Szálalásos erdőrészlet a Soignes-i erdőben

A szálalásos erdőgazdálkodás, röviden szálalás az erdőgazdálkodásnak az a kíméletes, a modern környezetvédelmi elveknek megfelelő formája, ahol a faállomány kitermelése évről évre, állandóan folyik, a vágásra érett fák egy részét szálanként, illetve kisebb csoportokban, úgynevezett lékenként vágják ki. Ennek során a faállomány szerkezetében lényeges változás nem áll elő. Összekapcsolódik a vágás, a felújítás és a nevelés, az így kialakult erdőnek nincs vágásterülete és vágáskora. Az erdős területeken fennmarad a folyamatos erdőborítás, nem keletkeznek sok éves időszakra tarra vágott területek.
A szálalóerdő bizonyos fokig az őserdőhöz hasonlít, azzal a jelentős különbséggel, hogy a fák nem természetes okok miatt pusztulnak el, és törzsük nem természetes módon indul oszlásnak az erdőben, hanem az ember távolítja el a vágásra érett és egyéb szempontok alapján kiválasztott példányokat, és ebből gazdasági haszonhoz jut.

## Története
Szálalásos fakitermelés a múltban is előfordult, amikor az erdők kistulajdonosai, saját szükségletükre vagy eladásra, az adott erdőből mindig a legjobb minőségű törzseket vették ki. Így azonban az erdők minősége általában romlott. A szálalás modern, tudatos, szakszerű formája Svájcban alakult ki a 19. században. A professzionális szálalás a legkíméletesebb erdőkezelési módszer, mert így az állomány szerkezete, az erdő képe alig változik, pedig évente bizonyos mennyiségű, méghozzá jó minőségű törzset kivágnak az adott területről.
Svájc után Németország, Franciaország egyes területein terjedt el ez az erdőgazdálkodási módszer. A 20. század második felében már más európai országokban, így Szlovéniában, Görögországban is megjelent elsősorban a magashegységi fenyves és bükkös erdőkben, amelyek különösen érzékenyek a tarvágásra. A környezetvédelmi szempontok előtérbe kerülésével, mint például a Pro Silva mozgalom tevékenysége révén, a szálalásos erdőgazdálkodás egyre inkább terjed Európában, mint a természetközeli, folyamatos erdőborítást biztosító gazdálkodás módszere.

## Jellegzetességei
- Az erdő faállománya változatos, de az erdő összefüggő, nincs vágásterület.
- Az erdő „kortalan”, mivel minden korosztály jelen van.
- A fajtaösszetétel a termőterületnek megfelelő, természetes, minden jellemző elegyfaj megtalálható.
- Az erdő függőleges szintezettsége teljes, hiánytalan a felső és alsó lombkorona, a cserje- és a gyepszint.
- A fajtától függően az egészséges egyedek akár 2-300 éves korukig megtarthatók, elérhetik azt a kort, amelyben a legnagyobb értéket képviselik.
- Az erdő a fentiek alapján jól kihasználja a termőhely adottságait, ezért növedéke, a termelt biomassza, a megkötött CO² mennyisége nagyobb, mint az egyszintes, egykorú erdőkben.
- A felújulás kisebb foltokban történik, amiért is kevesebb a bejutó fény mennyisége, viszont mérsékeltebb kárt okozhatnak a kései fagyok, az aszály, a monokultúrákat kedvelő tömeges kártevők, vagy egy-egy súlyos vihar.
- A szálanként történő fakitermelés során viszonylag kicsiny bolygatás keletkezik az állományban és a talajban, viszont sűrűbb feltáróút-hálózatra van szükség.
- A fenti okok miatt a szálalóerdő élővilága közel olyan gazdag lehet, mint az őserdőké.[4]

## Kapcsolódó szócikk
- Szentgyörgyvölgyi szálaló erdő